# Crossopalpus scissa
Crossopalpus scissa är en tvåvingeart som först beskrevs av Axel Leonard Melander 1918.  Crossopalpus scissa ingår i släktet Crossopalpus och familjen puckeldansflugor. Inga underarter finns listade i Catalogue of Life.